# Paeoniflorina
Paeoniflorina es un compuesto químico. Es uno de los principales componentes de un medicamento a base de plantas derivado de Paeonia lactiflora. También se puede obtener del helecho de agua viva Salvinia molesta.
En Paeonia, puede formar nuevos compuestos con adición de sustituyentes fenólicos. Paeoniflorina tiene propiedades antiandrogénicas.